# Storia Télévision
Pour les articles homonymes, voir Europa.
Storia Television est une société de productions spécialisées dans la création d’unitaires et de séries télévisées françaises et internationales. Elle a été créée en 2018 à la suite du rachat par Thomas Anargyros et le groupe Mediawan des actifs d’Europacorp Television, anciennement Cipango.

## Historique

### EuropaCorp Télévision
Créée deux ans après que la société Leeloo Productions prenne le nom d'EuropaCorp,, elle est la branche télévisuelle du même groupe.
En avril 2010, l'entreprise rachète la société Cipango, spécialisée dans les activités de production télévisuelle, et acquiert ainsi, en numéraire, 75 % des titres de Cipango, créée en 1996.

Logo d'EuropaCorp Télévision.

De cette nouvelle acquisition, EuropaCorp Télévision reprend la série XIII, créée en 2008. Elle connut un succès populaire deux ans après l'achat de Cipango, avec la série No Limit, diffusée sur TF1 en novembre 2012.
Mais c'est surtout le changement de stratégie du groupe EuropaCorp qui, à la suite d'un endettement de 30 millions d'euros en 2010, décida, entre autres, de développer son activité télévisuelle et principalement les séries, dont les recettes sont plus récurrentes et sécurisées.
En janvier 2018, Mediawan annonce l'acquisition d'EuropaCorp Télévision (excepté les activités américaines notamment la série Taken) au travers de la société Storia Télévision, créée dans ce but et détenue à 80 % par Mediawan et 20 % par Thomas Anargyros, le dirigeant historique de Cipango et d'EuropaCorp Télévision qui prend la présidence de cette activité,.

### Storia Television
Cette section est promotionnelle ou publicitaire (avril 2021). Considérez son contenu avec précaution et/ou discutez-en.
Créée en janvier 2018 à la suite du rachat par Thomas Anargyros et le groupe Mediawan des actifs d’Europacorp Television, anciennement Cipango, Storia Television est l’une des sociétés de production les plus présentes sur le territoire français,. Elle se caractérise par la diversité des séries et films télévisés qu’elle produit et propose à l’ensemble des diffuseurs français.
Dirigée par son président Thomas Anargyros, également président de l’USPA (Union syndicale de la production audiovisuelle) depuis janvier 2014 et initialement cofondateur de la société Cipango créée en 2002, Storia Television a su se positionner au sein du monde de l’audiovisuel avec des productions telles qu’Infidèle,  adaptation française de la série anglaise originale «  Doctor Foster » (BBC), Les Rivières Pourpres, Aux animaux la guerre et la série d’animation Arthur et les Minimoys.
Le nom de Thomas Anargyros s’impose dès 1993 alors qu’il sera producteur pendant 3 années consécutives pour Pierre Grimblat et Nicolas Traube chez Hamster Productions. Adjoint au directeur de la fiction et responsable des coproductions internationales chez France 2 en 1996, il exerce, deux ans après, le poste de directeur de la fiction chez M6, où il a notamment mis en place les collections Combats de Femme, Carnets d’Ados et la série Police District.
Au sein de Cipango, puis d’EuropaCorp Television et aujourd’hui de Storia Television, il a produit de nombreux succès et gagne entre autres le prix du meilleur film aux 2006 International Emmy Awards dans la Catégorie TV Movie/Mini-serie pour Nuit noire 17 octobre 1961.
La seconde saison des Rivières Pourpres est actuellement[Quand ?] diffusée sur France 2.

## Productions

### Séries télévisées
- 2006 (Téléfilm Pilote) & 2007-2010 (série): Les Bleus, premiers pas dans la police (Téléfilm Pilote & saison 1 à 4; 34 épisodes)
- 2008 : Mac Orlan (4 épisodes)
- 2009 : Ligne de feu (8 épisodes)
- 2011-2012: XIII, la série (saison 1 à 2; 26 épisodes)
- 2012-2013 & 2015: No Limit (saison 1 à 3; 22 épisodes)
- 2014 : Taxi Brooklyn (12 épisodes)
- 2015 : Le Passager (6 épisodes)
- 2016 : Section Zéro (8 épisodes)
- 2017 : Taken (10 épisodes)

Storia Télévision
- 2018 : Arthur et les Minimoys (saison 1 ; 26 épisodes[11])
- 2018 : Aux animaux la guerre (6 épisodes)
- 2018 : Les Rivières pourpres (8 épisodes)
- 2019 : Infidèle (6 épisodes[12])
- 2019 : Sous la peau (3 épisodes)

### Téléfilms
- 2006 : Disparition de Laurent Carcélès
- 2009 : Douce France de Stéphane Giusti
- 2012 : Nom de code : Rose de Arnauld Mercadier
- 2013 : Le Vol des cigognes de Jan Kounen (2 épisodes)
- 2013 : C'est pas de l'amour de Jérôme Cornuau
- 2014 : Collection Mary Higgins Clark (3 téléfilms)
- 2014 : L'Héritière d'Alain Tasma
- 2015 : Peter Pan de Frédéric Berthe
- 2016 : Frères à demi de Stéphane Clavier
- 2018 : Traqués de Ludovic Colbeau-Justin
- 2019 : Je sais tomber d'Alain Tasma
- 2019 : La Maladroite d'Éléonore Faucher
- 2019 : Classe unique de Gabriel Aghion
- 2020 : Un homme abîmé de Philippe Triboit
- 2023 : La Vie devant toi de Sandrine Veysset[13]